# Rubus marssonianus
Rubus marssonianus — вид квіткових рослин з родини трояндових (Rosaceae). Ареал: північно-східна Німеччина (Бранденбург, Мекленбург-Передня Померанія), північно-західна Польща.

## Опис
Знизу листя сіро-зелене. Черешок зазвичай значно довший за прикореневі листочки. Вісь суцвіття зазвичай повстяно-запушена.